# Mercado de Ratchayothin
El Mercado de Ratchayothin es un mercado situado junto a Cineplex Ratchayothin cerca de la carretera Phahonyothin, en el distrito de Chatuchak, en la ciudad de Bangkok, la capital del país asiático de Tailandia, frente al edificio del Elefante. Se trata de un mercado al por mayor que se especializa en venta de ropa barata, accesorios de moda y relojes.
La Estación Yothin Phahon del Metro de Bangkok, a cerca de un kilómetro de distancia en la Central Plaza Lat Phrao, es la estación de metro más cercana.